# Фош (остров)
Остров Фош (фр. Île Foch) — второй по величине (206,2 км²) остров Кергеленского архипелага после основного острова Гранд-Тер.
Назван в 1915 году в честь французского военачальника Фердинанда Фоша. До этого носил имя принца Адальберта.

## География
Расположен с северо-восточной стороны Гранд-Тер и отделён от неё узким проливом Такера. На северо-западе отделён от острова Иль-Сен-Лан-Грамон заливом Бэ-де-Лондр. Северо-восточный конец Иль-Фош отделён проливом от более мелких островов Мак-Мёрдо и Хоу. Самая высокая точка острова Иль-Фош — гора Мексиканская Пирамида (687 м).
Фош — самый большой остров Кергеленского архипелага, на котором никогда не были выпущены привезённые виды млекопитающих такие, как кролики или овцы. Поэтому он служит природным заповедником, сохраняющим первоначальную экосистему архипелага. Доступ на остров строго регулируется и разрешён только научным экспедициям.